# Georges de Caunes
Georges de Caunes (26 de abril de 1919 – 28 de junio de 2004) fue un presentador radiofónico y televisivo, periodista, escritor y productor francés. Su carrera abarcó más de seis décadas en la radiotelevisión de su país.

## Biografía

### Carrera
Su nombre completo era Louis-Georges-Gustave de Caunes , y nació en Toulouse, Francia, siendo sus padres Gustave de Caunes, un abogado, y Marie Cazal. Tras haber estudiado hasta 1936 en el Liceo Caousou, un centro educativo jesuita de Toulouse, entró en la facultad de derecho, licenciándose en 1939. Movilizado ese año con motivo de la Segunda Guerra Mundial, en junio de 1940 se preparó para oficial en Saint-Maixent-l'École y participó con los Cadetes de Saumur en los últimos combates en el Loira.
De Caunes empezó a trabajar en la radio en 1945, poco después de finalizada la guerra, traduciendo la Voz de América al francés para la TF1. Después participó en Ce Soir en France, un programa de actualidad. Además fue corresponsal de Radio Suisse Romande y colaboró en Actualités de Paris para Radiodiffusion Française.
Cuando se iniciaron las emisiones televisivas en 1949, De Caunes fue uno de los primeros presentadores, al igual que Pierre Tchernia y Claude Darget. En 1952 escogió ser periodista independiente, trabajando para Paris Match, y en 1953 obtuvo un empleo a tiempo completo como presentador en el TMC, tras lo cual fue presentador en la recién formada emisora Europe 1. También en 1953, fue elegido por Marcel Bleustein-Blanchet para trabajar en Publicis creando en Casablanca la TELMA, primera emisora televisiva privada marroquí. 
En 1956 rodó en Tahití, Tahiti ou la Joie de vivre, un film de Bernard Borderie. Entre 1962 y 1963 se instaló con su perro Eder en una isla desierta en las Marquesas, Eiao, dando cuenta diariamente, en una emisora de radio francesa, de su soledad absoluta.
Desde 1964 a 1966 trabajó en las noticias de TF1, y en 1967 pasó a Radio Luxembourg al frente del programa matinal. A partir de 1970, y durante tres años, presentó Le Cœur et la Raison en Radio Monte Carlo. Al mismo tiempo, en 1971 fue responsable del servicio de deportes de la primera cadena de la O.R.T.F., y de la TF1 en 1975. 
De Caunes participó en diferentes producciones televisivas, entre ellas unos episodios de Le Voyageur des siècles (1971), de Jean Dréville y Noël-Noël. También fue el comentarista francés del Festival de la Canción de Eurovisión en 1971, 1975 y 1977. 
También fue un apasionado del teatro, y en 1979 escribió una obra titulada Comédie pour un meurtre. Como actor teatral, interpretó Le Fils d'Achille con Maria Mauban.
Otra de sus facetas profesionales fue la de presentador deportivo, comentando diferentes encuentros futbolísticos en la televisión francesa. 
Fuera de su actividad en el mundo del espectáculo, desde 1948 a 1951 participó en las expediciones polares francesas a Groenlandia creadas por el explorador Paul-Émile Victor.

### Vida personal
De Caunes se casó tres veces. Su primera esposa fue la escritora Benoîte Groult, con la que tuvo dos hijas, Blandine (nacida en 1946) y Lison (1950). La segunda fue la presentadora televisiva Jacqueline Joubert, naciendo de la unión Antoine de Caunes, presentador del programa Eurotrash. La pareja se divorció en 1960, y De Caunes se casó en 1967 con la reportera Anne-Marie Carmentrez. Tuvieron dos hijos, Marie y Pierre, que actualmente es presentador. En 1977 nació su nieta Emma de Caunes, una actriz bien conocida en Francia.
Tras un largo tiempo enfermo, De Caunes falleció el 28 de junio de 2004 en La Rochelle, Francia, a causa de la rotura de un aneurisma. Había sido recompensado con la  Orden Nacional del Mérito y con la Legión de Honor por el presidente François Mitterrand.

## Publicaciones
- Tahiti ou la joie de vivre, Éditions Horay, 1957
- Les Coulisses de la télévision, Plon. Premio del Humor 1964
- Télévisias, Éditions Solar, 1966
- Histoires d'O-tomobiles, Solar, 1969
- Ma part des choses, Éditions Le Pré aux clercs, 1990
- Album de famille / Jacqueline Joubert, en colaboración con Antoine,.
- Imarra, aventures groenlandaises, Hoëbeke, 1998. Premio de la Aventura.

## Discografía
- Chien mon Ami (1962)
- Déclaration 1964, con Roger Couderc y Suzanne Gabriello.
- Le Mystère de la Naissance